# Kymco Super 9
Il Kymco Super 9 è uno scooter della casa motociclistica taiwanese Kymco commercializzato dal 2000 al 2009.

## Descrizione
È dotato di un motore monocilindrico a due tempi dalla cilindrata di 50 cc.
Il propulsore è derivato dal motore Honda AF18E/AF16E montato sulla Honda Dio.
È stato venduto anche in Nord America dal 2003 al 2009 (in Canada dal 2005). Nel momento in cui sono entrate in vigore le nuove normative antinquinamento non è riuscito a soddisfare gli standard omologativi statunitensi sulle emissioni nel 2008, venendo sostituito dal Super 8.